# Philippe Durey
Pour les articles homonymes, voir Durey.
 (septembre 2023).
Philippe Durey, né le 27 août 1953, est un conservateur du patrimoine et historien de l'art. Nommé directeur de l'École du Louvre en 2002, il devient en 2017 chargé de mission auprès du président-directeur du musée du Louvre.

## Biographie
Diplômé de l’Institut d'études politiques de Paris (1975), ancien élève de l’École du Louvre (1973-1975), diplômé en muséologie (1976), Philippe Durey commence sa carrière de conservateur à l’Inspection générale des musées classés et contrôlés (1979) où il est plus spécialement chargé des problèmes des collections de sculpture et du suivi des dossiers d’aménagement de musées (Alençon, Amiens, Angers, Avignon, Lyon, Lille, Cherbourg, Nogent-sur-Seine…).
Commissaire d’expositions temporaires en régions et à Paris, il est ensuite nommé à la direction du Musée des beaux-arts de Lyon (1986) dont il prend en charge la rénovation générale dans le cadre des Grands Travaux du Ministère de la Culture et de la ville de Lyon (1990). Redonnant sa place au musée dans le concert des grands établissements français et étrangers, il y organise plus d’une vingtaine de grandes expositions de renom international. Nommé conservateur général du patrimoine en 1999, il est l’artisan de la donation Jacqueline Delubac au musée lyonnais (Picasso, Manet, Degas, Modigliani, Bacon…), qu’il quitte en 2000 pour le poste d’administrateur général de la Réunion des musées nationaux.
En 2002, Philippe Durey est nommé directeur de l’École du Louvre. Il engage alors un large projet de modernisation, avec l’harmonisation de la pédagogie, la réorganisation du deuxième cycle sur le modèle des masters, le développement de l’action culturelle en régions, des relations internationales et de la recherche. Il quitte la direction de l’École le 30 septembre 2017 à l'issue de son cinquième mandat à la tête de l'établissement pour être chargé de mission auprès du président-directeur du musée du Louvre.
Auteur de nombreuses publications, spécialiste de l’histoire de la sculpture néo-classique qu'il enseigna de 2006 à 2008 à l’École du Louvre, Philippe Durey a été président du Comité français d'histoire de l'art de 2003 à 2010. Il est membre du Conseil artistique des musées nationaux, du Conseil scientifique de l'Institut national d'histoire de l'art (INHA), du Festival de l'histoire de l'art de Fontainebleau , du Comité de pilotage de la Fondation Culture et Diversité, et depuis 2015 du Conseil scientifique du musée du Louvre.

## Publications
- L'Italie romantique et les peintres français du XIXe siècle ; Philippe Durey, Isabelle Julia, Nathalie Volle ; éd. Musée des beaux-arts d'Alençon (1982)
- Picasso : le Tricorne ; Philippe Durey, Brigitte Léal ; éd. Musée des beaux-arts de Lyon-éd. Réunion des musées nationaux (1992)
- Ernest Meissonier ; Jean-Louis-Ernest Meissonier, Philippe Durey, Constance Cain Hungerford ; éd. Réunion des musées nationaux (mars 1993) ;  (ISBN 978-2-7118-2739-8)
- Musée des beaux-arts de Lyon ; Philippe Durey; éd. Réunion des musées nationaux (novembre 1995) ;  (ISBN 978-2-7118-3205-7)
- Triomphe et mort du héros : la peinture d'histoire en Europe de Rubens à Manet : une exposition; Ekkehard Mai ; Anke Repp-Eckert, Guy Cogeval, Philippe Durey; éd. Musée des beaux-arts de Lyon (1988) ;  (ISBN 88-435-2480-1)
- Matisse; Isabelle Monod-Fontaine, Philippe Durey, Claude Laugier; éditions du Centre Pompidou; (avril 1998) ;  (ISBN 2-85850-946-8)
- De Manet à Bacon. La collection Jacqueline Delubac ;  Philippe Durey, Dominique Brachlianoff, Jean-Louis Prat, Christian Briend et Jean Chalon ; éd. Musée des beaux-arts de Lyon- éd. Réunion des musées nationaux (1998)
- Puvis de Chavannes ;  Philippe Durey, Dominique Brachlianoff, Pierre Vaisse, Jacqueline Bret, Aloÿs de Becdelièvre, Natalie de Bournet-Becdelièvre, Colette Vicat-Blanc, Florence Cremer ; éd. Musée des beaux-arts de Lyon (1998)
- Mille sculptures des musées de France ; Geneviève Bresc-Bautier, Catherine Chevillot, Françoise Ducros, Philippe Durey, Daniela Gallo, Bruno Gaudichon, Sophie Guillot De Suduiraut, Viviane Huchard, Sophie Jugie, Mireille Klein, Françoise de La Moureyre, Serge Lemoine, Catherine Louboutin, Anne Pingeot, Guilhem Scherf, Sophie Tymula et Dominique Viéville. Préface de Françoise Cachin. ; éd. Livre d'art Gallimard (1998) ;  (ISBN 2070115119)
- Raoul Dufy ;  Philippe Durey, Maria Teresa Ocana, Christian Briend ; éd. Réunion des musées nationaux (1999)
- Paul Chenavard (1807-1895) : le peintre et le prophète ; Philippe Durey, Marie-Claude Chaudonneret, Chantal Georgel, Sylvie Patry; éd. Réunion des musées nationaux (juin 2000) ;  (ISBN 2-7118-4035-2)
- Settecento, le siècle de Tiepolo ; Olivier Bonfait, Arnauld Brejon de Lavergnée, Philippe Durey; éd. Réunion des musées nationaux (oct. 2000);  (ISBN 978-2-7118-4084-7)
- Ingres, un homme à part ? Entre carrière et mythe : la fabrique du personnage  ; actes des rencontres de l'École du Louvre ; Dir. scientifique : Claire Barbillon, Philippe Durey et Uwe Fleckner ; éd. École du Louvre-La Documentation française (2009) ;  (ISBN 978-2-9041-8726-1)
- Ecole du Louvre. Jalons pour une histoire (1882-1998)  ; Philippe Durey ; éd. Fage (2021) ;  (ISBN 978-2-84975-679-9)

## Décorations
- Officier de l'ordre national du Mérite Il est promu officier par décret du 15 mai 2015[8]. Il était chevalier de l'ordre depuis le 27 novembre 2002.